# 2006년 하키 월드컵
2006년 하키 월드컵은 4년 주기로 열리는 필드하키 세계 선수권 대회인 하키 월드컵의 11번째 대회이다. 이 대회는 2006년 9월 6일부터 9월 17일까지 독일 묀헨글라트바흐에서 열렸다.